# USS Illinois (BB-65)
USS Illinois (BB-65) byla nedostavěná bitevní loď Námořnictva Spojených států amerických. Původně tato loď měla být první jednotkou třída Montana, nicméně Američané potřebovali rychlé bitevní lodě, které měly doprovázet na misích letadlové lodě třídy Essex, takže došlo k přeřazení lodi USS Illinois do třídy Iowa.

## Stavba a osud
6. prosince 1942 byl položen kýl lodi v americké loděnici Philadelphia Naval Shipyard a výstavba se odhadovala na 30 měsíců. Ale výstavba lodi byla krátce na to pozastavena a uvažovalo se o přestavění lodi na letadlovou loď třídy Essex. Tento návrh byl nakonec zamítnut kvůli tomu, že by se mezitím mohlo vystavět několik lodí třídy Essex a také by tato přestavba byla nákladnější. Proto se rozhodlo, že USS Illinois bude nakonec bitevní loď. Nicméně 11. srpna 1945, když byla loď z 22% dokončena, byla výstavba zrušena. Uvažovalo se o tom, že by loď mohla být použita při jaderných testech, ale loď nebyla na tolik dokončena aby vůbec mohla vyplout, takže od tohoto plánu se upustilo. Loď tedy byla v září roku 1958 demontována.